# Y 7400
,
Les Y 7400 constituent l'une des plus importantes séries de locotracteurs unifiés de la SNCF, avec 488 exemplaires.
Mis en service par la SNCF de 1963 à 1972, les 120 premiers sont construits par Decauville, 105 par De Dietrich et 263 par Moyse. Ils ne se différencient des Y 7100 que par leur transmission mécanique Asynchro.
Ils sont conçus pour effectuer les manœuvres dans les dépôts et les gares de triages mais aussi pour la desserte de petites lignes à faible trafic. Ils sont affectés dans l'ensemble des dépôts répartis sur l'ensemble du territoire national français. La série est radiée entre 2003 et 2017. Un peu moins de quarante d'entre eux sont modifiés et transformés en Y 9000 tandis qu'une vingtaine d'unités sont préservées par des associations de sauvegarde du patrimoine ferroviaire et des trains touristiques.

## Genèse de la série
Après la Seconde Guerre mondiale, La SNCF se trouve à la tête d'un parc de locotracteurs très disparate ; ces engins sont issus de courtes série commandées par les anciens réseaux jusqu'en 1938, chaque compagnie possédant ainsi sa propre gamme de locotracteurs : il en résulte pour la SNCF de grandes difficultés pour gérer et assurer la maintenance de ce parc. Avec cet héritage, la société nationale souhaite également commencer à réduire la part prise par les locomotives à vapeur dans les manœuvres en gare et dans les dépôts.
| Image externe |                                             |
|               | Le Y 7001 à Hellemes en 2014 sur flickr.com |

C'est en 1958 que débute la livraison d'un grand nombre de locotracteurs unifiés de puissance moyenne, avec la série des Y 7100 à transmission hydromécanique Voith d'origine allemande. Toutefois, les CFD ont élaboré de leur côté la boîte de vitesses mécanique Asynchro qui semble bien convenir à des engins de cette puissance. Le Y 7192 est donc modifié en usine par la pose d'une boîte Asynchro et renuméroté Y 7001. Le fonctionnement de ce prototype donnant satisfaction et cette modification permettant de recentrer les achats sur des composants français, la SNCF décide d'arrêter la construction des Y 7100 au numéro 7310 et de poursuivre en équipant les locotracteurs à suivre de la boîte Asyncho. Débute ainsi une nouvelle série appelée Y 7400 dont le premier exemplaire, Y 7401, est mis en service le 7 mars 1963.

## Description

### Caractéristiques techniques

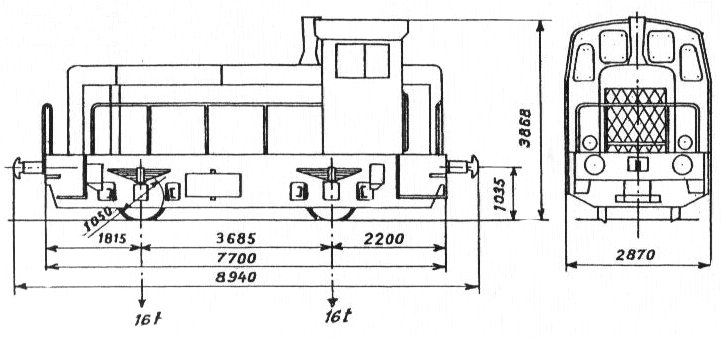
Plan schématique du locotracteur Y 7100/7400.

Le moteur Poyaud 6 PYT/SG à six cylindres offre une puissance utilisable de 152 kW, avec une vitesse nominale à 1 500 tr/min et un ralenti réglé à 550 tr/min. Le refroidissement se fait par circulation d'eau. Un coupleur hydraulique est fixé sur le volant du moteur, relié par un arbre à cardan à la boîte de vitesses « Asynchro » conçue par les CFD. Un arbre à double cardan et un inverseur-réducteur transmettent l'effort de traction à deux chaînes entraînant les deux essieux. Cet ensemble est logé sous le grand capot, devant la cabine de conduite.
L'équipement pneumatique (réservoirs principaux et auxiliaires, triple valve...) est situé sous le petit capot arrière.
La réserve à combustible est constituée de deux réservoirs communicants de 200 l.
Les locotracteurs Y 7401 à 7703 sont équipés de boîtes d'essieux à coussinets comme les Y 7100, tandis que les Y 7704 à 7888 sont équipés de boîtes à rouleaux.
Jusqu'en 1968, rien ne permet de distinguer extérieurement un Y 7100 d'un Y 7400 construit par Decauville ou De Dietrich. À partir de 1968 et du numéro 7626, c'est la société des locotracteurs Gaston Moyse qui reprend la fabrication ; les locotracteurs se caractérisent par des capots et un pavillon de cabine en polyester et sont repérables à la présence des puits de fixation des vis de ces éléments en polyester.

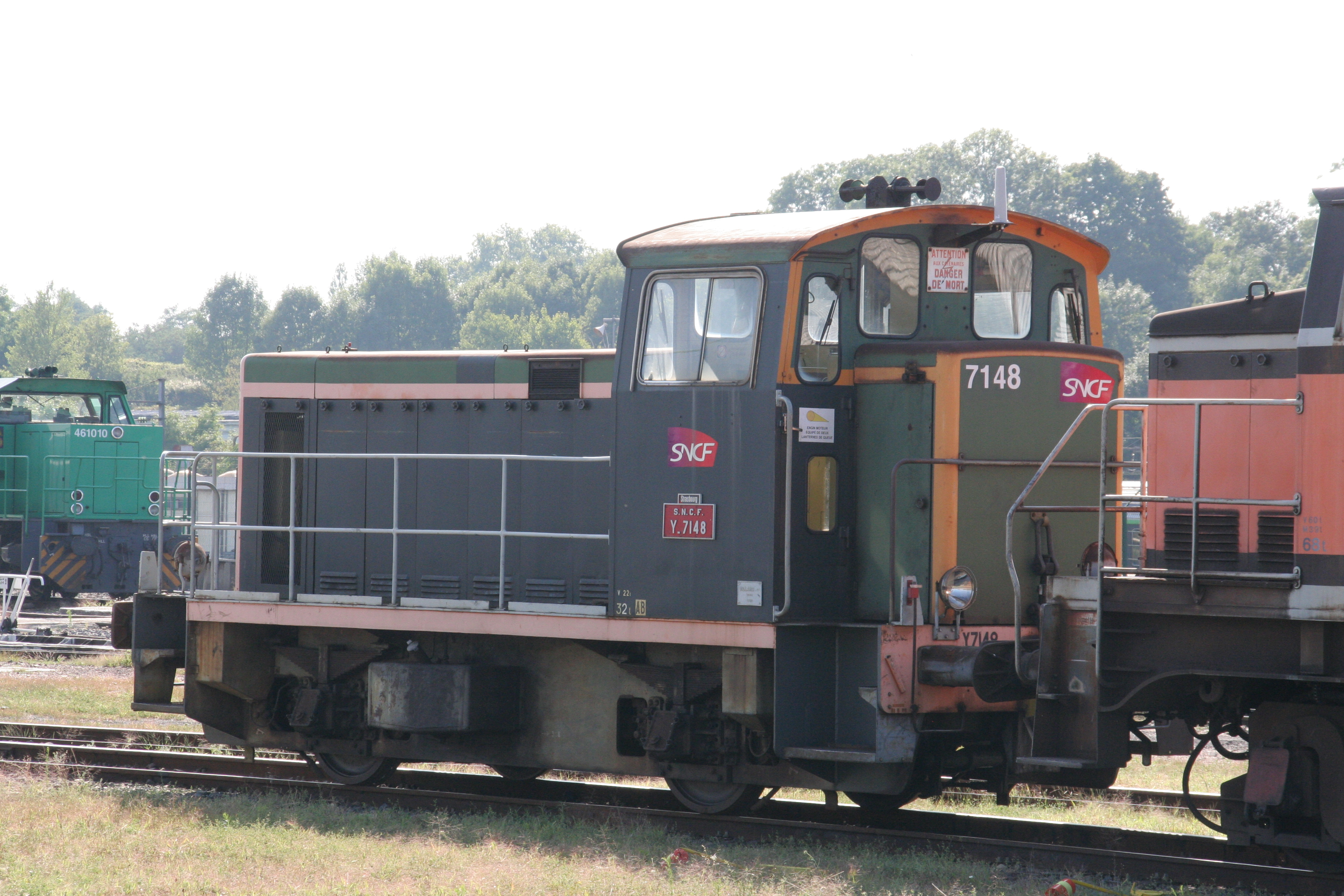
Y 7148, construction Billard.
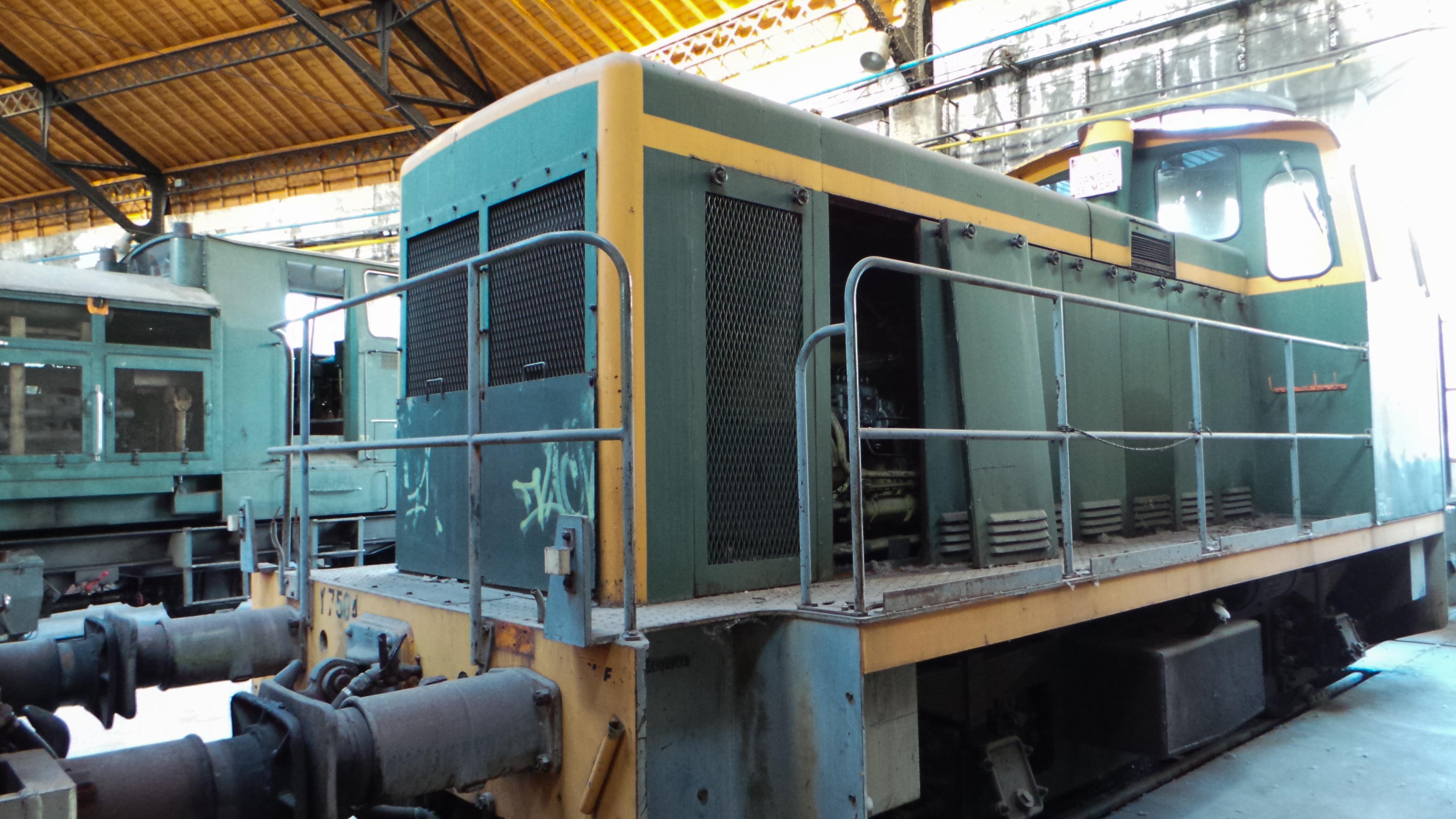
Y 7504, construction Decauville.
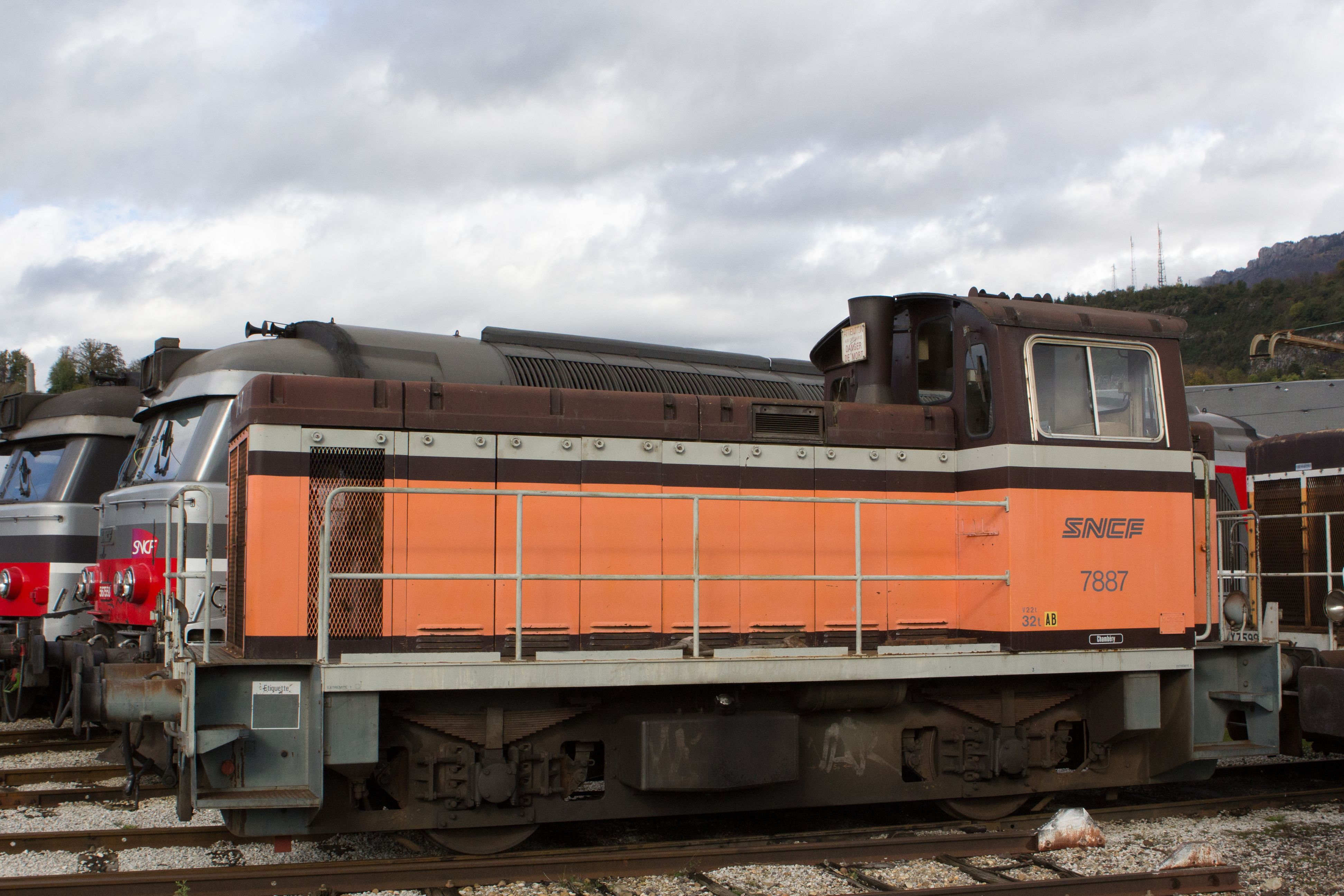
Y 7887, construction Moyse.

### Commandes

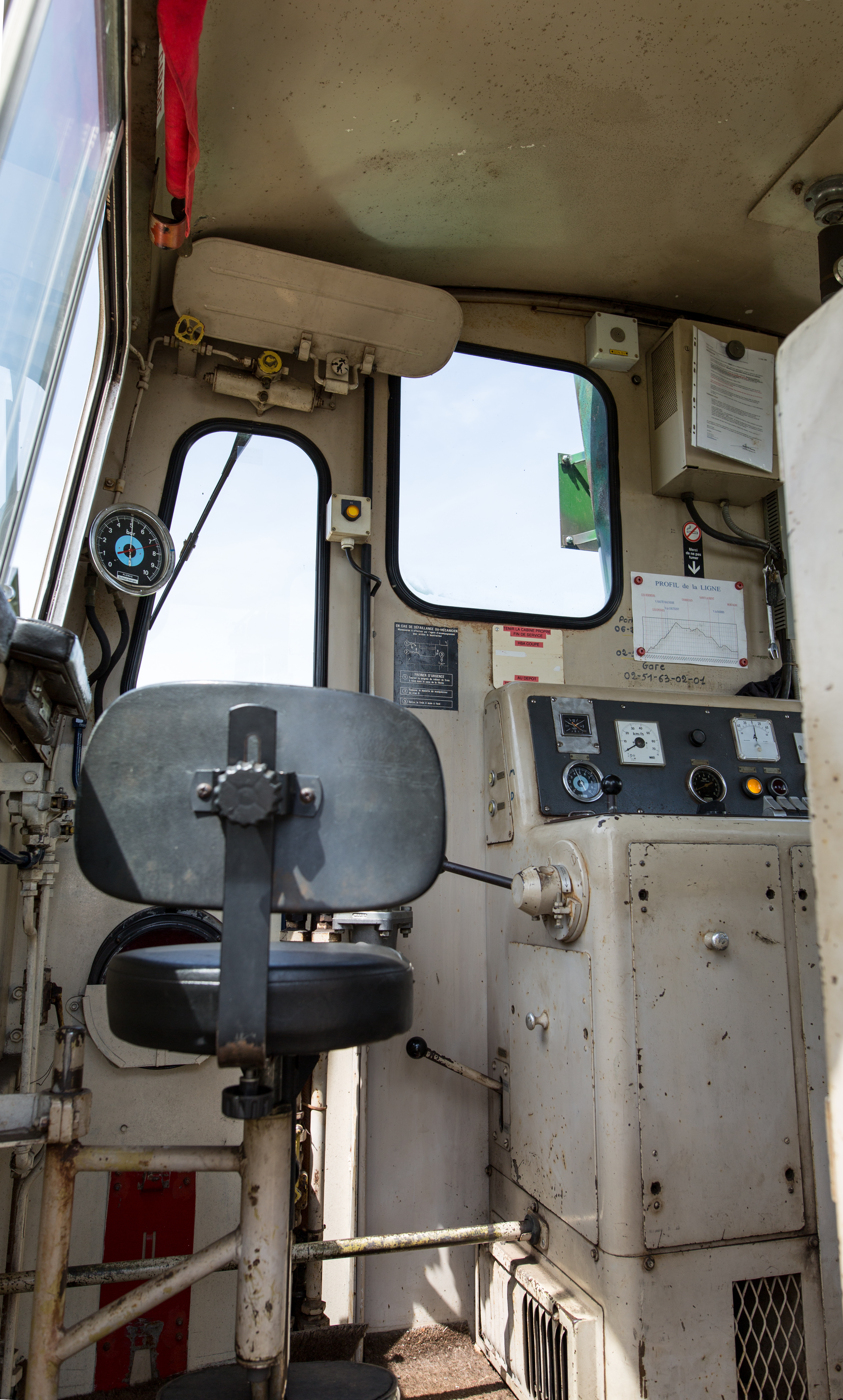
Cabine du Y 7771.

La cabine possède deux postes de conduite, à gauche et à droite, un pupitre central sur la paroi avant et une armoire sur la paroi arrière. Le pupitre central se compose :
- D'un levier d'accélération-freinage indépendant, présent de part et d'autre du pupitre.
- D'un levier de changement de marche, présent de part et d'autre du pupitre. Le levier de gauche permet aussi l'arrêt ou le lancement du moteur.
- D'une boite à leviers (de gauche à droite : interrupteur général, chauffage cabine, phare avant gauche, droit, éclairage moteur, cabine, pupitre, phare arrière droit, gauche).
- D'un bouton-poussoir démarreur.
- D'un bouton-poussoir d'enclenchement de la boîte de vitesses, présent de part et d'autre du pupitre.
- D'un interrupteur marche-arrêt de la boîte de vitesses.
- D'un interrupteur marche-arrêt du ventilateur (celui-ci fonctionne en automatique, l'interrupteur est là pour l'activer manuellement en cas de défaillance)
- D'indicateurs (pression d'huile moteur, température huile moteur et eau, pression cylindre de frein, température boîte de vitesses, compte-tours, ampèremètre batterie, horomètre)
- Un levier marche-arrêt de la batterie, situé en bas à gauche du pupitre.

L'indicateur de pression de la conduite principale et de pression des réservoirs principaux se situe soit au dessus du pupitre, au centre, soit sur la paroi avant côté gauche. Les commandes d'avertisseur sonore et des sablières sont placées sur les parois latérales. Un robinet de frein continu est présent au poste de conduite gauche. Le volant de frein à main est situé sur la paroi arrière, côté droit.

### Livrées
Tous les Y 7400 sortent de construction avec la livrée vert celtique 301, bandes de visibilité et traverses de choc jaune jonquille 401 et châssis en gris ardoise 807.
À partir de 1983, le livrée dite « Arzens » des engins de manœuvre est appliquée aux Y 7400 à la faveur des révisions. Elle est initialement composée de chamois 432, havane 501, gris perle 805 et gris ardoise 807. La teinte chamois se décolorant en rose avec le temps, elle est remplacée à partir de 1989 par de l'orange TGV 535 et le gris perle par du gris 804 ; les plaques de numérotation cèdent la place à des lettres et des chiffres autocollants,.

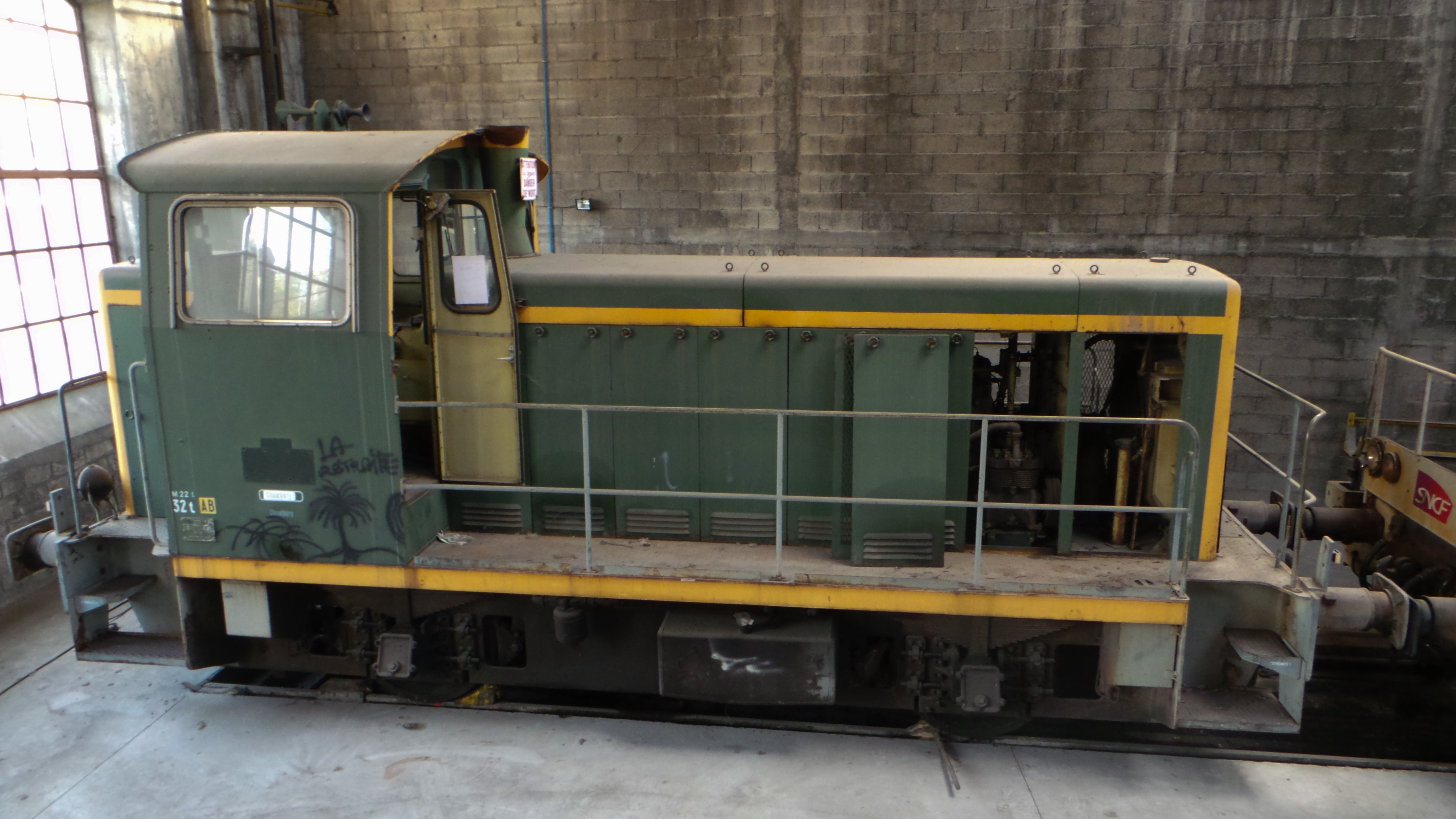
Y 7504, livrée verte.
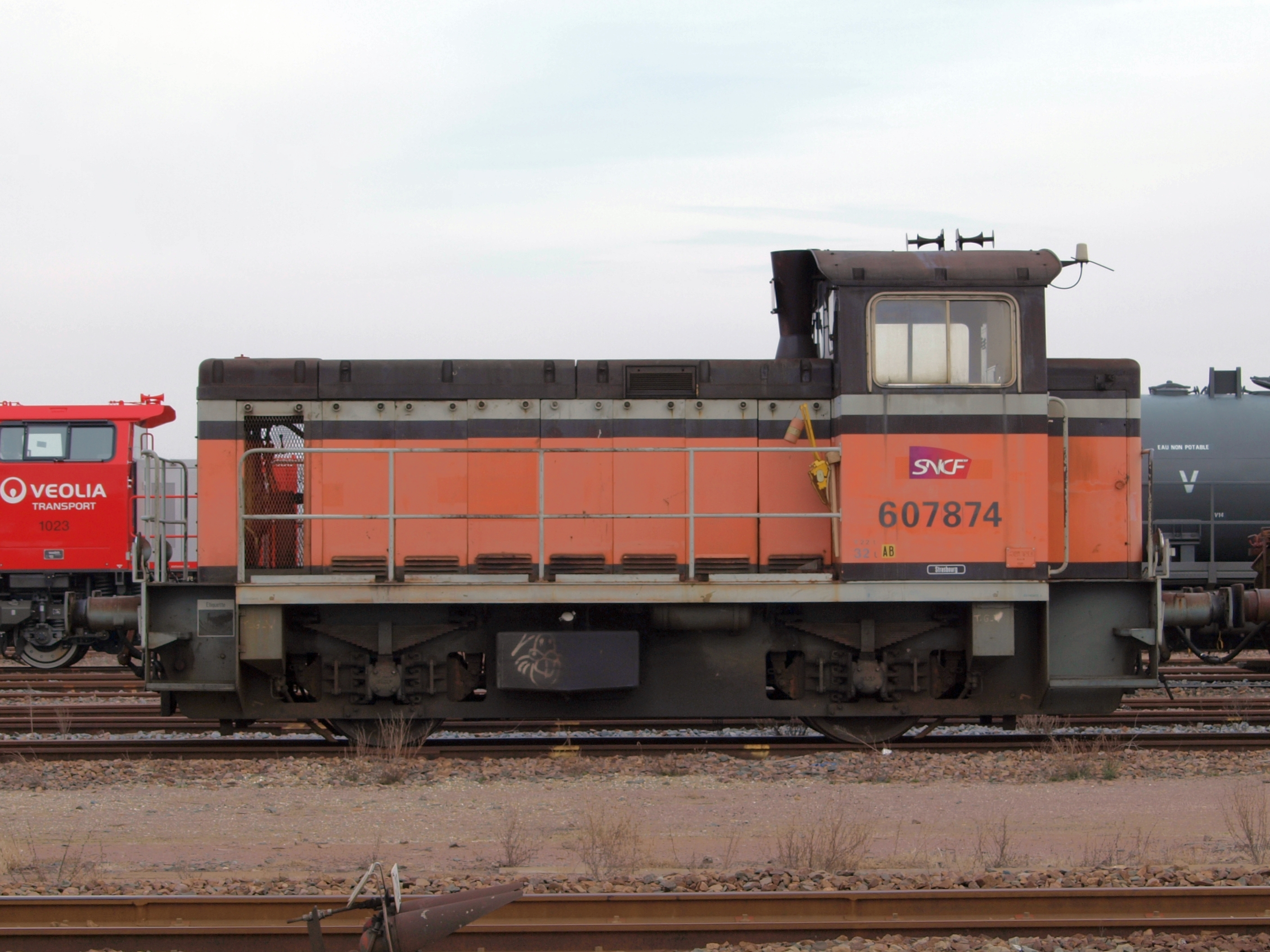
Y 7874, livrée « Arzens » modifiée.

Les engins qui, après radiation des inventaires, continuent toutefois à travailler comme locotracteurs de manœuvre dans l'enceinte des dépôts ou ateliers de la SNCF portent souvent des livrées spécifiques.

### Engin particulier
Le Y 7798, attaché au dépôt de Strasbourg, est incendié début 1997. Il est remis en état, re-motorisé avec un groupe RVI et doté d'une transmission hydrostatique inédite. Le prototype, baptisé « Tracthys » (tracteur à transmission hydrostatique), est officieusement renuméroté Y 06051 — dans les faits, il apparaît toujours sous son ancien numéro dans les inventaires SNCF — ; restant affecté à Strasbourg mais placé en utilisation spéciale à Limoges, il arbore la livrée verte, blanche et grise de Fret SNCF. Il devait donner naissance à une pré-série de locotracteurs mais, à nouveau victime d'un incendie le 8 octobre 2001, il est placé en réparation différée ; il est finalement radié le 1er mars 2004.

## Conduite
Le passage des vitesses en montée comme en descente peut se faire soit grâce à un groupe de deux boutons poussoirs (montée-descente) situé de part et d'autre du pupitre, soit en plaçant le levier d'accélération-freinage indépendant à fond vers l'arrière, enclenchant un contacteur et passant les vitesses en montée (moteur à 1 300 tr/min ou plus) ou descente (moteur sous les 1 300 tr/min). La « première vitesse » par défaut est en réalité la deuxième vitesse. La véritable première vitesse étant réservée aux démarrages difficiles par fort tonnage, et s'obtient en appuyant sur le bouton poussoir « descente ». Un voyant jaune sur le pupitre signale lorsque le locotracteur est en deuxième vitesse, et lorsque le locotracteur passe sous les 10 km/h en « ralenti-débrayé » (levier d'accélération-freinage placé au centre, en position neutre) la boîte de vitesses revient automatiquement en deuxième vitesse.
Les Y 7400 furent assez décriés pour leur transmission manquant de souplesse, rendant souvent les démarrages brutaux et les changements de vitesses pouvaient donner quelques à-coups désagréables. La plupart des cheminots conducteurs préféraient les Y 7100 à transmission hydraulique beaucoup plus souple et progressive, ce qui a valu à ces derniers d'avoir une carrière un peu plus longue que les Y 7400[réf. nécessaire].

## Services effectués

### À la SNCF
Trois constructeurs se partagent la production des Y 7400 destinés à la SNCF. Entre 1963 et 1965,  Decauville en livre 120 exemplaires, puis c'est De Dietrich en 1965-1966 (105 unités) ; Moyse termine la série entre 1968 et 1972 en fournissant les 263 derniers Y 7400.
Les Y 7100 sont destinés en priorité à réaliser les manœuvres dans les gares de moyenne importance ; présents sur l'ensemble du réseau, ils assurent au début des années 1960, avec les Y 7100 et d'autres séries d'engins diesels, plus de la moitié des manœuvres à la place des locomotives à vapeur. Ils se montrent également sur de petites lignes locales, en tête de compositions courtes mixtes marchandises-voyageurs, bien que ce type de train ait tendance à se raréfier quand ils sont mis en service ; ils peuvent ainsi tracter une voiture DEV Inox ou une remorque d'autorail.
Il leur arrive également de tracter des trains de travaux et d'entretien - auscultation des voies, maintenance des caténaires, désherbage. En 1976, au plus fort de leur déploiement, les Y 7400 sont répartis dans vingt-huit dépôts sur l'ensemble de la France.

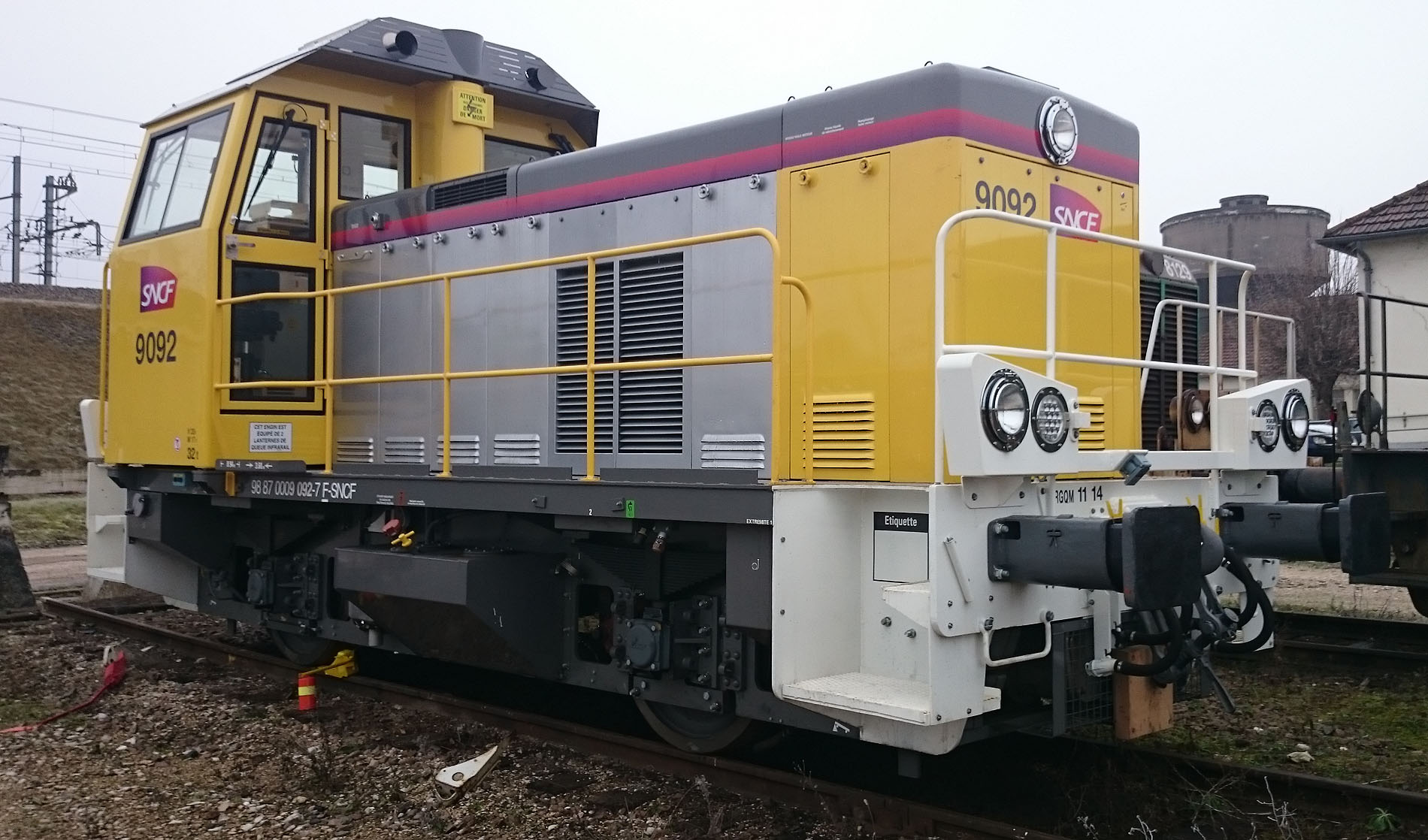
Y 9092, issu de la transformation du Y 7470.

Les premières radiations interviennent le 30 décembre 2003 et la série disparaît des inventaires en 2017, avec la réforme du 7820 le 13 janvier. Certaines unités sont transformées en « LocMas » - locotracteurs de manœuvres ; ces engins, qui assurent des manœuvres dans l'enceinte des ateliers ou des dépôts où ils sont affectés sans jamais en sortir, sont considérés comme du simple outillage et ne font plus partie des inventaires du matériel moteur.
Au 31 décembre 2016, trente-huit exemplaires ont fait l'objet d'une reconstruction partielle par Socofer à Saint-Pierre-des-Corps et la SNCF  au Technicentre industriel de Rouen Quatre-Mares, incluant une nouvelle cabine agrandie et plus ergonomique, une re-motorisation avec un moteur Diesel MAN, une nouvelle chaîne cinématique (boîte de vitesses Voith, transmission par cardans), la  possibilité de circuler en couplages de deux unités. Ces locotracteurs constituant la nouvelle série des Y 9000 sont aussi issus de la transformation de Y 7100.
Effectifs par réseaux du 1er janvier 1966 jusqu'à celui de 1973 ainsi que les dépôts titulaires,,,, Établissement Maintenance Traction, avec activité 4 FRET, Technicentre et Supervision Technique de Flotte
- Réseau Est - 1 : 40[16], 81[17]
- Réseau Nord - 2 : 29[16], 72[17]
- Réseau Ouest - 3 : 12[16], 73[17]
- Réseau Sud-Ouest - 4 : 24[16], 108[17]
- Réseau Sud-Est - 5 : 32[16], 150[17]
- Réseau Méditerranée - 6 : 31[16]
- La Villette[17],[18],[19],[20],[21],[22],[23],[24]
- Chalindrey[17],[18],[19],[20],[21],[22],[23],[24],[25]
- Strasbourg[17],[18],[19],[20],[21],[22],[23],[24],[25]
- La Plaine[17],[18],[19]
- Aulnoye[17],[18]
- Lens[17],[18],[19],[20],[21],[22],[23],[24]
- Longueau[17],[18],[19],[20],[21],[22],[23],[24],[25]
- Achères[17],[18],[19],[20],[21],[22],[23],[24],[25]
- Le Mans[17],[18],[21],[22],[23]
- Sotteville[17],[18],[19],[20],[21],[22],[23],[24],[25]
- Caen[17],[18],[19],[20],[21]
- Rennes[17],[18],[19],[20],[21],[22],[23],[24],[25]
- La Rochelle[17],[18]
- Nantes[17],[18],[19],[20],[21],[22],[23],[24],[25]
- Paris - Sud-Ouest[17],[18],[19],[20],[21],[22],[23]
- Les Aubrais[17],[18],[19],[20]
- Tours - Saint-Pierre-des-Corps[17],[18],[19],[20],[21],[22],[23],[24],[25]
- Poitiers[17]
- Bordeaux - Saint-Jean[17],[18],[19],[20],[21],[22],[23],[24],[25]
- Hendaye[17],[18],[19],[20],[21],[23],[24]
- Limoges[17],[18],[19],[20],[21],[22],[23],[24],[25]
- Brive[17],[18]
- Toulouse[17],[18],[19],[20],[21],[22],[23],[24],[25]
- Villeneuve[17],[18],[19],[20],[21],[22],[23],[24]
- Dijon-Perrigny[17],[18],[19],[20],[21],[22],[23],[24],[25]
- Vénissieux[17],[18],[19],[25] puis Lyon-Vaise[20],[21],[22],[23],[24],[25]
- Chambéry[17],[18],[19],[20],[21],[22],[23],[24],[25]
- Marseille-Blancarde[17],[18],[19],[20],[21],[22],[23],[24]
- Nîmes[17],[18],[19]
- Nevers[18],[19],[20],[21],[22],[23],[24],[25]
- Avignon[18],[19],[20],[21],[22],[23],[24],[25]
- Tarbes[18],[19],[20]
- Béziers[20],[21],[22],[23],[24],[25]
- Épernay[24],[25]
- STF Midi-Pyrénées[25]
- STF Thionville[25]
- Activités Fret (3)[25], INFRA (216)[25] et M (2)[25]

### Autres utilisateurs
La SNCF n'est pas le seul acheteur de Y 7400. D'autres opérateurs, publics ou privés, peuvent en acquérir des exemplaires neufs auprès des constructeurs, indépendamment de ceux qu'ils pourraient racheter d'occasion.
Dès 1963, le ministère français de la Défense achète des Y 7400 qui sont utilisés dans des établissements du matériel ou des arsenaux portuaires. Ils revêtent souvent une livré grise ou kaki, avec ou sans bandes de visibilité jaunes, ou encore une livrée de camouflage. Le 5e régiment du génie, spécialisé dans les travaux ferroviaires, en utilise cinq. Les Y 7400 revendus par l'armée sont reconditionnés et partent sur le marché de l'occasion.
La RATP commande en 1967 deux locotracteurs du même type livrés en 1969, pour assurer les manœuvres dans les parcs de matériel du  réseau express régional et participer à la formation personnel ; immatriculés T 012 et 103, ils portent la livrée chocolat, jaune et blanc des engins de travaux de la régie.
La société suisse de travaux ferroviaires Speno utilise deux Y 7400 en tête de ses trains de meulage des rails avant de les revendre en 1974 au réseau des voies ferrées des Landes.
À la différence des locotracteurs livrés à la SNCF qui possèdent des tampons rectangulaires, il semble que ceux acquis par ces trois opérateurs aient été dotés de tampons circulaires.

## Préservation

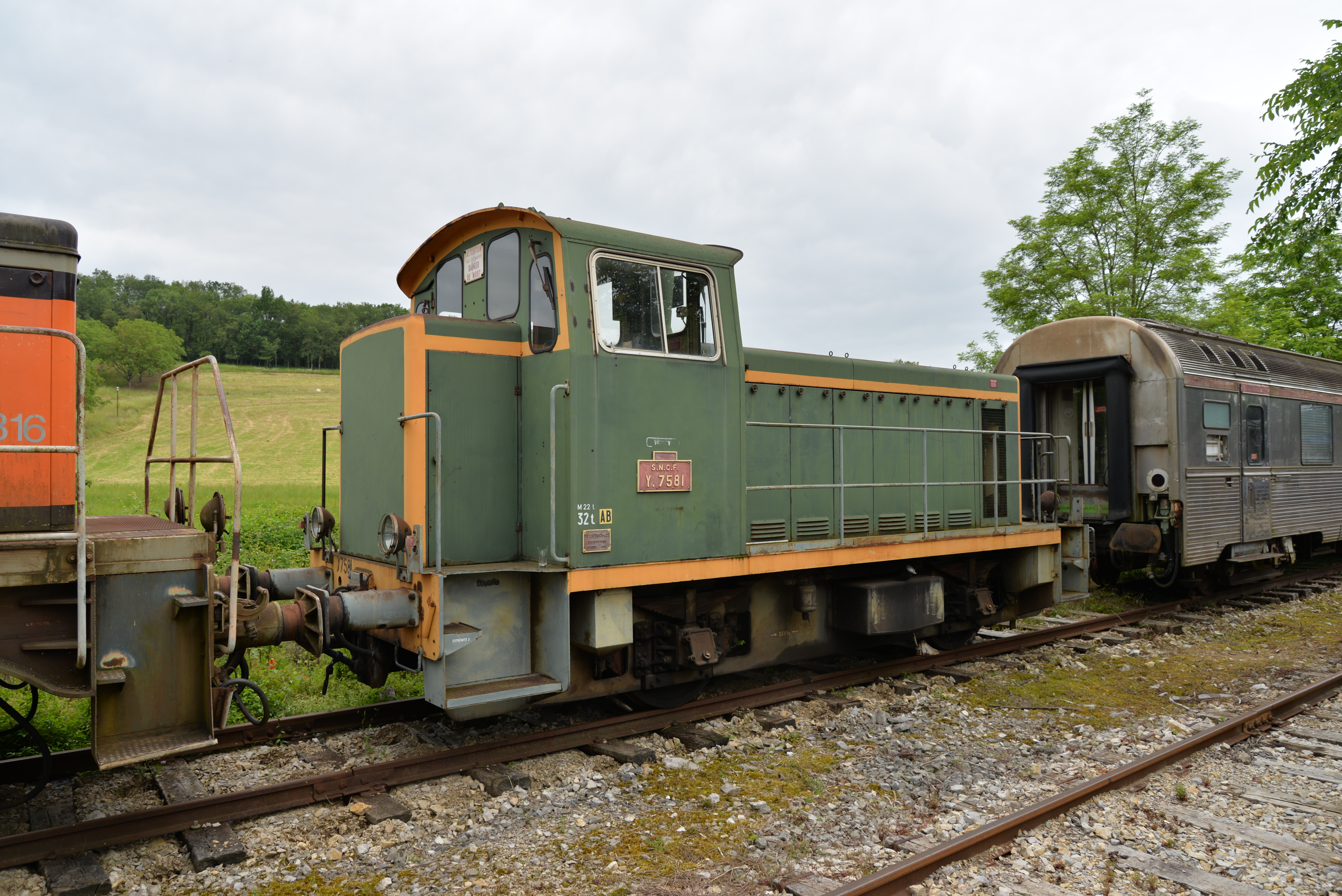
L'Y 7581 préservé par le CFTHQ.

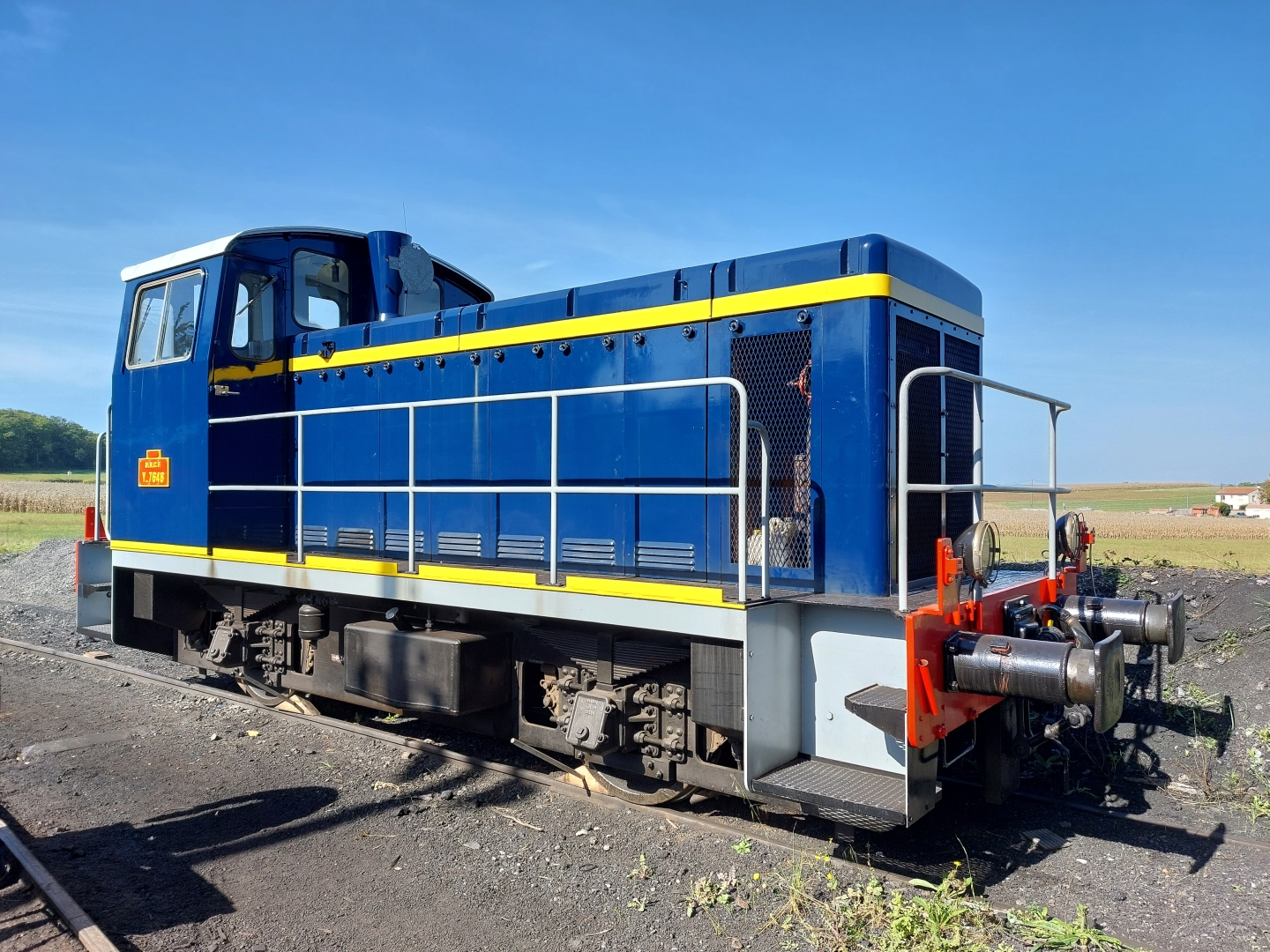
L'Y 7648 du Train des mouettes.

- Y 7469 : préservé en état de marche par le Parc naturel régional des Landes de Gascogne à l'Écomusée de Marquèze[29] ;
- Y 7528 : préservé en état de marche par la TRANSVAP[30] ;
- Y 7566 : préservé en état de marche par le Chemin de fer touristique du sud des Ardennes (CFTSA)[31] ; prêté au Chemin de fer de la Vendée
- Y 7573 : préservé par le Train du pays Cathare et du Fenouillèdes (TPCF)[32] ;
- Y 7581 : préservé par le Chemin de fer touristique du Haut Quercy (CFTHQ) ;
- Y 7583 : préservé en état de marche par le Parc naturel régional des Landes de Gascogne à l'Écomusée de Marquèze ;
- Y 7621 : préservé en état de marche par le Chemin de fer Charente-Limousine (CFCL)[33] ;
- Y 7631 : préservé par le Train du pays Cathare et du Fenouillèdes (TPCF) ;
- Y 7648 : préservé en état de marche par le Train des mouettes (TdM)[34] ;
- Y 7675 : préservé en état de marche par l'Association pour la préservation du patrimoine et des métiers ferroviaires (APPMF) ;
- Y 7711 : préservé par le Train du pays Cathare et du Fenouillèdes (TPCF) ;
- Y 7744 : préservé par le Train du Pays Cathare et du Fenouillèdes (TPCF) ;
- Y 7771 : préservé en état de marche par le Chemin de fer de la Vendée (CFV)[35] ;
- Y 7780 : préservé par le Train du pays Cathare et du Fenouillèdes (TPCF) ;
- Y 7813 : préservé en état de marche par le Chemin de fer de la vallée de l'Eure (CFVE) ;
- Y 7817 : préservé par le Train du pays Cathare et du Fenouillèdes (TPCF) ;
- Y 7834 : préservé par le Train du pays Cathare et du Fenouillèdes (TPCF) ;
- Y 7837 : préservé en état de marche par l'Association pour la Préservation du Matériel Ferroviaire Savoyard (APMFS);
- Y 7841 : préservé par le Train du pays Cathare et du Fenouillèdes (TPCF).

## Modélisme
Y 7100 et Y 7400 étant extérieurement identiques, certains fabricants de modèles réduits proposent à la vente une base commune, des jeux de marquages différents permettant d'obtenir l'une ou l'autre série.
Au début des années 1980, la firme Carmina propose le Y 7435 à l'échelle HO. En 1991, Atmofer 87 met sur le marché un modèle Y 7100/7400 en HO avec plusieurs numérotations, en livrée verte ou Arzens. En 2003, c'est au tour de Model Loco de commercialiser un Y 7100/7400, toujours en HO. C'est encore la même échelle qui est retenue par LS Models pour reproduire, début 2007, un Y 7100/7400.
Le modèle est également reproduit à l'échelle 0 par AMJL et L'Obsidienne, ainsi qu'à l'échelle N par Arnold.